# Délka pericentra
Délka pericentra je jedním z alternativních elementů dráhy, popisujících pohyb kosmického tělesa (přirozeného, např. planety, komety apod., nebo umělého) v kosmickém prostoru. Vyjadřuje lomený úhel, který měříme nejprve v základní rovině souřadné soustavy ve směru od osy +x k ose +y (při pohledu „shora“, tj. od kladných hodnot souřadnice z) až do vzestupného uzlu; potom se měří v rovině oběžné dráhy ve směru pohybu obíhajícího tělesa od vzestupného uzlu k pericentru dráhy.
Pokud při tomto měření dostaneme hodnotu π > 360°, přepočítáme ji tak, aby platilo 0° ≤ π <360°.
Pro kosmická tělesa obíhající kolem Slunce (např. planety nebo meziplanetární sondy) je základní rovinou rovina ekliptiky, pro kosmická tělesa obíhající kolem planet (např. jejich měsíce nebo umělé družice) je touto rovinou rovina rovníku příslušné planety. V obou případech je za směr osy x brán směr k jarnímu bodu.
Délka pericentra π je svázána s dalšími elementy dráhy vztahem
{\displaystyle \pi =\Omega +\omega },
kde Ω je délka vzestupného uzlu a ω je argument šířky pericentra.